# Raiffeisen-Volksbank Ebern
Die Raiffeisen-Volksbank Ebern eG war bis zu ihrer Verschmelzung mit der Raiffeisen-Volksbank Lichtenfels-Itzgrund eG am 2. November 2017 eine Genossenschaftsbank mit Sitz in Ebern. Das Geschäftsgebiet erstreckte sich über Teile der Landkreise Haßberge, Coburg und Hildburghausen. Die Bank gehörte dem Bundesverband der Deutschen Volksbanken und Raiffeisenbanken (BVR) und dessen Sicherungseinrichtung an. Sie war Teil der Genossenschaftlichen FinanzGruppe.

## Geschichte
Die Ursprünge der Raiffeisen-Volksbank Ebern eG reichen bis in die Jahre 1888–1900 zurück. Nach den historischen Unterlagen des Genossenschaftsverbandes Bayern bestand in Ebern bereits ein Darlehenskassenverein, der sich später wieder aufgelöst haben muss. Genaue Unterlagen waren weder im Registergericht Bamberg noch in den Staatsarchiven Bamberg und Würzburg feststellbar.
Am 28. Februar 1925 fand im Gasthaus „Stern“ die Gründungsversammlung des „Darlehenskassenvereins Ebern eGmbH“ auf Initiative und Einladung des Eberner BayWa-Lagerhausverwalters Höfer statt. Erster Vorstand wurde Hans Heinert zusammen mit Georg Hagel, Max Schmitt, Peter Oppelt und Hans Batzner.
Nach vielen Verschmelzungen mit kleineren Instituten aus der Region nahm die damalige Raiffeisenbank Ebern eG im Frühjahr 1990 Verbindung mit der ehemaligen Raiffeisenbank und Handelsgenossenschaft Heldburg eG auf, die im Herbst des gleichen Jahres zu einer der ersten Fusionen einer Genossenschaftsbank in der Bundesrepublik mit einer Genossenschaft der früheren DDR führte.
In ihrer letzten Form bestand die Bank seit dem 9. Dezember 1998 durch die Fusion mit der Raiffeisen-Volksbank Untermerzbach eG.
Die Bank verschmolz Anfang November 2017 rückwirkend zum 1. Januar 2017 mit der Raiffeisen-Volksbank Lichtenfels-Itzgrund eG zur VR-Bank Lichtenfels-Ebern eG. Die „neue“ Bank mit Sitz in Lichtenfels unterhält 18 Geschäftsstellen sowie eine SB-Geschäftsstelle.